# Publicia (cràter)
Publicia és un cràter amb coordenades planetocèntriques de 16.31 ° de latitud nord i 236.16 ° de longitud est, sobre la superfície de l'asteroide del cinturó principal (4) Vesta. Fa 15.79 km de diàmetre. El nom adoptat com a oficial per la UAI el 28 de febrer de 2012 fa referència a Flavia Publicia, verge vestal romana.